# پلیت‌لی (بایبورد)
پلیت‌لی {{ترکی|Pelitli) (به کردی: Cilansor) یک منطقهٔ مسکونی در ترکیه است که در بایبورد واقع شده‌است. پلیت‌لی ۳۷ نفر جمعیت دارد.